# Almere City Football Club
L'Almere City Football Club, meglio noto come Almere City, è una società calcistica olandese con sede nella città di Almere. Milita nella Eerste Divisie, la seconda divisione del campionato nazionale.
Fondato come Football Club Omniworld  il 14 settembre 2001, il club nasce dalle ceneri di un club di Amsterdam. Nel 2010 è stato ribattezzato in AFC Almere City, prima di essere cambiato nuovamente in Almere City FC data la somiglianza del nome con quello dell'Amsterdamsche Football Club Ajax, allora partner del club.

## Storia
Il club fu fondato nel 1990 ed è un'espressione delle ambizioni del consiglio cittadino della città di Almere la quale gioca un ruolo attivo in quasi tutti gli sport: oltre al calcio troviamo anche club di Basket (BC Omniworld) e Pallavolo (VC Omniworld).
Tracce della storia dell'FC Omniworld si hanno nel 1972 quando la squadra militava nei campionati amatoriali e dopo alcuni scontri violenti cambiò la città separandosi dall'FC Amsterdam finendo nella vicina città di Almere sempre come club amatoriale.
Avendo fallito la domanda di ammissione al campionato professionista del 2004 ci riprova con successo nel 2005. Il club saltò il debutto nella Eerste Divisie il 12 agosto 2005 al Mitsubishi Forklift Stadion (3000 spettatori) che è la sede delle gare casalinghe dell'FC Omniworld contro il BV Veendam poiché il manto artificiale fu reso impraticabile dalla pioggia. Quello vero e proprio fu in trasferta contro il FC Eindhoven con una sconfitta per 2-0 mentre la prima vittoria si è avuta contro il Fortuna Sittard il 16 settembre 2005 per 3-2. Fino adesso il risultato peggiore è il 2-7 rimediato contro l'FC Zwolle il 16 marzo 2007. Un'altra brutta sconfitta è rimediata contro lo Sparta Rotterdam dove si registra un risultato di 12 ad 1 per la squadra di Rotterdam in Jupiler League.
Dalla stagione 2010/11 il club ha cambiato la propria denominazione da FC Omniworld ad Almere City FC, con l'obiettivo di associare maggiormente il club alla propria città di riferimento. Tale denominazione è stata preferita al nome AFC Almere City, che era stato inizialmente annunciato come il nuovo nome del club, in quanto quest'ultimo era stato ritenuto troppo simile al nome dell'Ajax della vicina città di Amsterdam.
Nel giugno del 2023 ottiene la prima storica promozione in Eredivisie sotto la guida di Alex Pastoor avendo la meglio sull'Emmen nello spareggio. La stagione successiva si conclude con un 13º posto in Eredivisie, ma quella dopo ancora finisce con una retrocessione diretta per via dell'ultimo posto conseguito.

## Organico

### Rosa 2025-2026
Rosa aggiornata al 29 luglio 2025.
| N. |                                 | Ruolo | Calciatore                    |
| -- | ------------------------------- | ----- | ----------------------------- |
| 1  | Paesi Bassi (bandiera)          | P     | Nordin Bakker                 |
| 2  | Paesi Bassi (bandiera)          | D     | Sherel Floranus               |
| 3  | Paesi Bassi (bandiera)          | D     | Joey Jacobs                   |
| 4  | Spagna (bandiera)               | D     | Ricardo Visus                 |
| 5  | Paesi Bassi (bandiera)          | C     | Jochem Ritmeester van de Kamp |
| 6  | Spagna (bandiera)               | C     | Álex Carbonell                |
| 7  | Francia (bandiera)              | C     | Ruben Providence              |
| 8  | Marocco (bandiera)              | C     | Anas Tahiri                   |
| 9  | Francia (bandiera)              | A     | Thomas Robinet                |
| 11 | Francia (bandiera)              | C     | Junior Kadile                 |
| 12 | Iraq (bandiera)                 | A     | Ali Jasim                     |
| 14 | Grecia (bandiera)               | D     | Vasileios Zagaritīs           |
| 15 | Galles (bandiera)               | D     | James Lawrence                |
| 16 | Bosnia ed Erzegovina (bandiera) | C     | Adi Nalić                     |
| 17 | Norvegia (bandiera)             | A     | Kornelius Normann Hansen      |

| N. |                               | Ruolo | Calciatore           |
| -- | ----------------------------- | ----- | -------------------- |
| 18 | Canada (bandiera)             | A     | Charles-Andreas Brym |
| 19 | Indonesia (bandiera)          | C     | Thom Haye            |
| 20 | Nigeria (bandiera)            | C     | Hamdi Akujobi        |
| 21 | Belgio (bandiera)             | A     | Baptiste Guillaume   |
| 22 | Francia (bandiera)            | D     | Théo Barbet          |
| 23 | Guinea Equatoriale (bandiera) | D     | Álex Balboa          |
| 24 | Comore (bandiera)             | C     | Faïz Mattoir         |
| 25 | Paesi Bassi (bandiera)        | D     | Christopher Mamengi  |
| 26 | Svizzera (bandiera)           | P     | Stijn Keller         |
| 28 | Paesi Bassi (bandiera)        | C     | Tim Receveur         |
| 29 | Paesi Bassi (bandiera)        | C     | Bradly van Hoeven    |
| 31 | Paesi Bassi (bandiera)        | P     | Joël van der Wilt    |
| 34 | Lussemburgo (bandiera)        | C     | Marvin da Graça      |
| 39 | Paesi Bassi (bandiera)        | A     | Emanuel Poku         |
|    | Paesi Bassi (bandiera)        | C     | Teun Bijleveld       |
|    | Paesi Bassi (bandiera)        | A     | Julian Rijkhoff      |

### Stagioni precedenti
- Almere City Football Club 2009-2010
- Almere City Football Club 2011-2012